# آنجلو فرانچسکو لاوانینو
آنجلو فرانچسکو لاوانینو (ایتالیایی: Angelo Francesco Lavagnino؛ ‏ ۲۲ فوریهٔ ۱۹۰۹ – ۲۱ اوت ۱۹۸۷) آهنگساز اهل ایتالیا بود.

## فیلم‌شناسی
- شیطان در صومعه (۱۹۵۰)
- اتلو (۱۹۵۲)
- قاره گم‌شده (۱۹۵۵)
- مسالینا (۱۹۶۰)
- بی‌گناهان وحشی (۱۹۶۰)
- استر و شاه (۱۹۶۰)
- پنج زن بدنام (۱۹۶۰)
- غول رودس (۱۹۶۱)
- پونتیوس پیلاطس (۱۹۶۲)
- کارمن (۱۹۶۲)
- عهد عتیق (۱۹۶۲)
- هرکول، سامسون و اولیس (۱۹۶۴)
- ناقوس‌های نیمه‌شب (۱۹۶۶)
- ساموآ، ملکه جنگل (۱۹۶۸)
- پسر عقاب سیاه (۱۹۶۸)
- مرثیه‌ای برای یک بیگانه (۱۹۶۸)
- تارزانا، دختر وحشی (۱۹۶۹)
- شب‌های پرحرارت پوپیا (۱۹۶۹)